# ダニエル・エレナ
ダニエル・エレナ（Daniel Elena、1972年10月26日 - ）は、モナコのコ・ドライバー。セバスチャン・ローブとのコンビで、2004年～2012年の世界ラリー選手権（WRC）で9年連続チャンピオンを獲得した。3児の父。

## 経歴

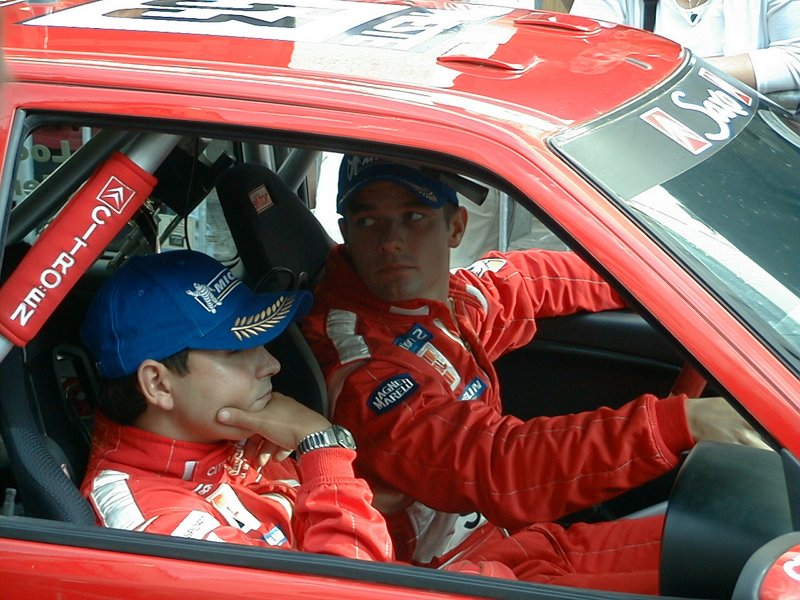
2001年JWRC時代のエレナ（左）とローブ（右）

1997年よりローブとコンビを組み、2001年にJWRCで優勝、2002年にはラリー・ドイチュラントでWRC初優勝を挙げる。
2004年から2012年時点でWRCを9連覇、通算78勝を記録。2013年から2019年まではスポットで散発的な参戦に留まったが、2018年にラリー・カタルーニャで総合優勝して79勝目を挙げた。母国のラリー・モンテカルロでは計7勝を挙げている。
2005年ラリー・メキシコでは、右後輪が脱輪したマシンを走らせるため、エレナが運転席側の窓枠に乗って（いわゆる箱乗り）バランスを取っていたが、リエゾンで地元警察の取締に遭う一面があった。幸い警察車両の護衛を条件にサービスパークまでの走行が許され、総合結果は4位で終えている。
2011年のIRC（インターコンチネンタル・ラリー・チャレンジ）として開催されたラリー・モンテカルロにはドライバーとして参戦。シトロエン・DS3 R3をドライブし、名所チュリニ峠もクリアして総合52位で完走を果たした。
ローブがラリーレイドに転向して以降も一貫して彼のナビゲーターを務め続け、2017年にはダカール・ラリーで総合2位を獲得した。
しかしクラッシュも多く、2021年ダカールでリタイア後、所属していたプロドライブが運営するバーレーン・レイド・エクストリームの意向により、23年間のコンビ活動に終止符を打った。そのままラリーでもコンビ解消となった。ローブは2022年モンテカルロにMスポーツ・フォードから出走しWRC通算80勝目の大台に載せたが、その傍らにエレナの姿は無かった。